# 2010 în știință
- 2009 în știință — 2010 în știință — 2011 în știință

Aceasta este o listă de evenimente științifice din anul 2010:

## Ianuarie
- 3 ianuarie: Oamenii de știință britanici au creat artere artificiale (PressTV Arhivat în 26 septembrie 2012, la Wayback Machine.) (Royal Free Hampstead Arhivat în 27 mai 2010, la Wayback Machine.).
- 7- 10 ianuarie: Are loc expoziția CES. Tehnologia 3DTV a fost intens promovată în timpul evenimentului. (CNN)

## Februarie
- 1 februarie: Președintele Statelor Unite Barack Obama anunță că se va renunța la planurile NASA de a reveni pe Lună până în 2020 din motive bugetare. (BBC)

## Martie

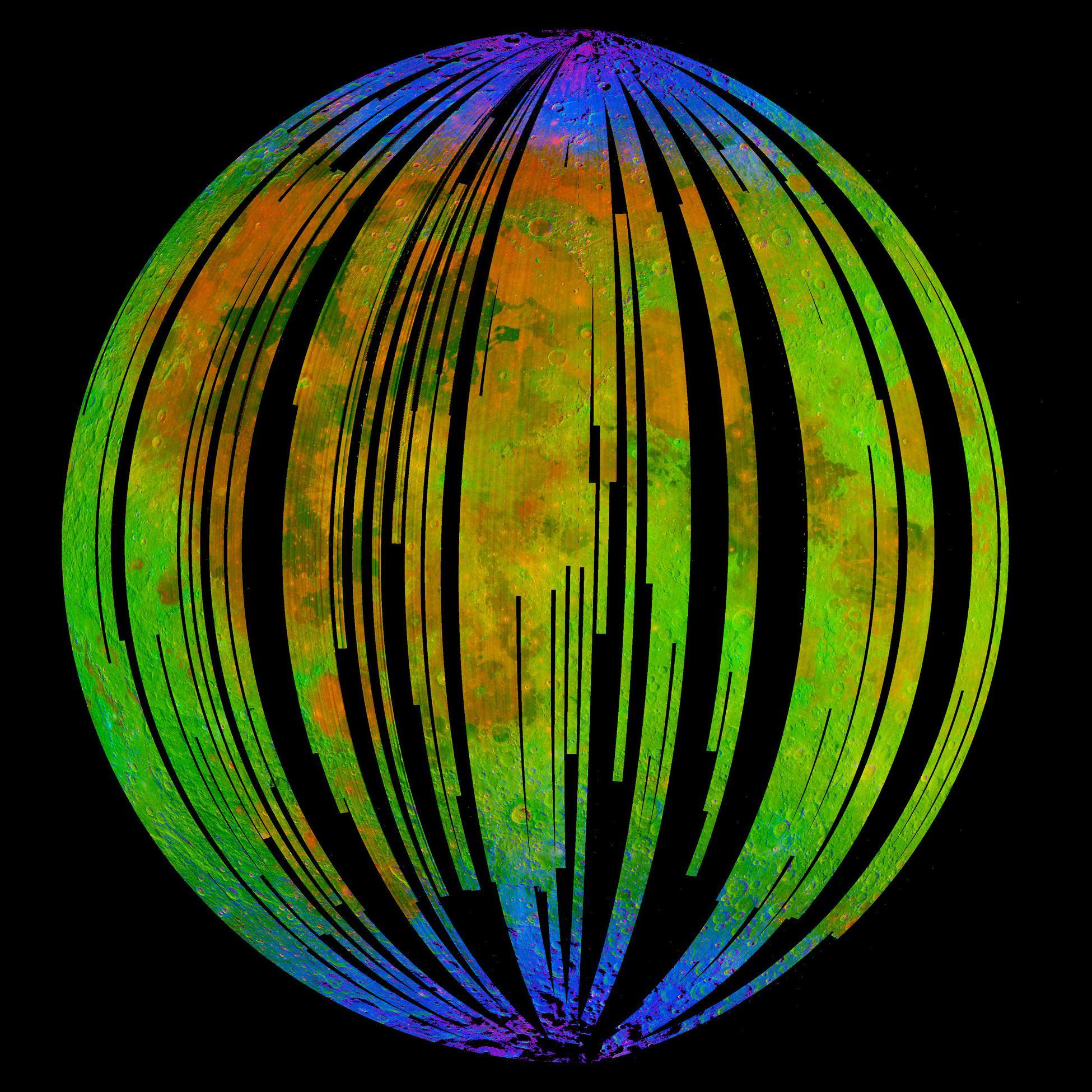
Luna - Imagine NASA în infraroșu. Zonele albastre (poli) indică prezența apei

- 1 martie: NASA anunță că polul nord al Lunii conține milioane de tone de apă cu gheață. (MSNBC)
- 13 martie: În timp ce cercetau unele aplicații nano-tehnologice, oamenii de știință de la M.I.T. au descoperit o nouă sursă de energie care implică nanotuburi din carbon. (CNN) (Nat. Mater.)

## Octombrie
- 26 octombrie: Sony retrage caseta Walkman după 30 de ani. (CNN)

## Noiembrie

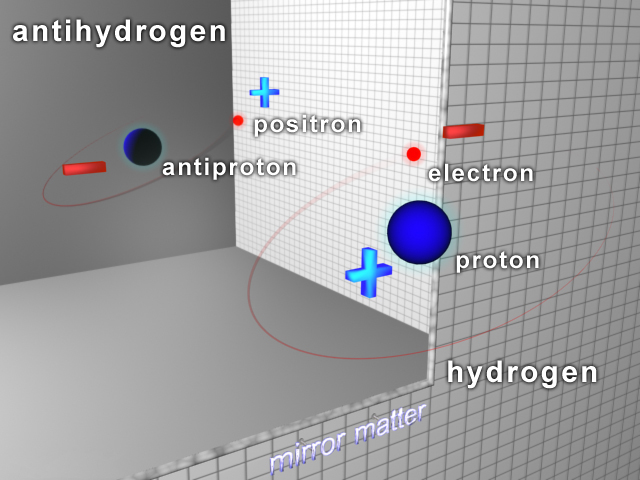
Imagine 3D a atomului de antihidrogen format din antiproton și pozitron.

- 17 noiembrie: Cercetătorii de la CERN captează 38 de atomi de antihidrogen pentru o șesime de secundă. Este prima dată în istorie când omul captează antimaterie. (BBC)

## Decembrie
- 2 decembrie: NASA anunță descoperirea unei bacterii care supraviețuiește în arsenic. (NASA) Arhivat în 24 decembrie 2020, la Wayback Machine.
- 22 decembrie: Circa 20.000 de fosile ale unor viețuitoare marine străvechi au fost scoase la suprafață dintr-un munte din China. Fosilele datează din perioada în care sudul Chinei era o insulă mare, cu o climă tropicală. Peste jumătate din fosilele descoperite au rămas intacte, inclusiv țesuturile, care au fost protejate de o bacterie. The Guardian